# Herminia López
Herminia López Vidal (Sagrillas, Albacete, 12 de agosto de 1899 - 12 de septiembre de 2001) es un personaje de ficción que aparece en la serie de televisión española Cuéntame cómo pasó, interpretado por la actriz María Galiana.

## Sagrillas
Herminia nace el 12 de agosto de 1899 en Sagrillas (Albacete). Creció en un entorno arcaico, sin ver un coche ni aparato moderno hasta su adolescencia. Es una mujer de pueblo, familiar, tradicional, y muy hecha a sus costumbres. Se casó a los 20 años con su marido Rafael Fernández, con quien tuvo a su única hija, Mercedes. Quedó viuda en 1947. A veces puede parecer que tiene mal carácter, fruto de estas experiencias.
Durante la guerra, Herminia y su familia lo pasaron mal debido a la escasez de alimentos, algo que la marcará siempre, y lo recordará años más tarde. Vivió episodios muy duros en ese conflicto, llegando a asesinar a un nacional en defensa de su amigo, profesor de su hija y otros niños del pueblo, que era un maestro de ideas republicanas y adelantadas a los acontecimientos. El nacional iba a asesinar a su amigo pero ella defendió este y mató a aquel. Su marido, algo juerguista y descuidado, no se percató de lo acontecido aquella noche, pero se convirtió en un trauma para Herminia.
En la temporada 22, se revela que su marido Rafael, dejó embarazada a una vecina del pueblo. Este le recriminó que no conseguian tener hijos, ya que ella sufrió dos abortos. Rafael daba dinero a su amante y a la niña para que tuvieran un futuro y le escribia cartas a su hija, Cecilia. Tiempo después, Herminia se quedó embarazada de Mercedes y Cecilia y su madre emigraron a Chile.
Unos pocos años después, cuando Mercedes era una niña, cayó enferma. Se curó gracias a que el médico llegó a tiempo a casa de Herminia y Rafael. Mientras les daba los medicamentos para su hija, la Guardia Civil se presentó en la casa para que el médico acudiera al cuartel a salvarle la vida a un general herido. El médico insistió en que primero ayudaria a Mercedes y después acudiría. Finalmente, el general murió y la Guardia Civil detuvo al médico. Herminia intentó llevarle comida a la cárcel para que no se muriera de hambre y tuvo que entregar unos dineros, para poder darle comida, que Rafael había escondido en casa después de haber vendido unas tierras a Petra, una prima de Herminia, para así poder irse del pueblo y huir de la miseria y la guerra, pero fue en vano. Finalmente, el doctor fue fusilado en el campo de Sagrillas y Herminia no pudo agradecerle que hubiera salvado la vida a su hija.

## Madrid
Se traslada, acompañando a su hija Merche, su yerno Antonio y dos nietos Inés y Toni al barrio de San Genaro, en Madrid, donde en 1960 nace su tercer nieto Carlos Alcántara Fernández. Reacia a los cambios modernos acaba aceptándolos, pero siempre pensando que su hija y yerno están endeudándose demasiado para comprar cosas. Tiene amistad con Valentina Rojas, una vecina del barrio que vive con su hijo y nuera, romántica incurable y fantasiosa, pero de gran corazón. Herminia vive siempre con miedo de que la envíen a una "residencia" (que en ese tiempo se llamaban asilos), como le sucedió a su amiga Valentina. Cercano al asesinato del Almirante Luis Carrero Blanco, Herminia conoce a Alfredo, mientras trabaja con Mercedes en Meyni. Tienen una relación de amistad y amor platónico, aunque sus nietos Carlos y María, esta última nacida en 1971, digan siempre que Alfredo es "el novio de la abuela".
Herminia es, a su manera, la consejera de su familia, pues en algún momento todos piden su opinión y aunque siempre se queja de que "nadie me dice nada de lo que pasa en esta casa", se entera de todo y lo ve todo, aunque comente poco. Es, en cierta forma, el pilar de la familia, y como prometió en su lecho de muerte a Purificación, su consuegra, trata por todos los medios que la familia siga unida y tenga contacto entre sí y no tiene reparos en recordárselo. En las navidades de 1973, la familia marchó a Sagrillas y Antonio discutió con sus hijos Toni e Inés y por poco pasan en casas separadas las fiestas, pero Herminia tomó las riendas de la situación y acusándoles de mala memoria a él y a Mercedes, logró que toda la familia cenara la Nochebuena junta.
Vive con miedo los días anteriores a la muerte de Francisco Franco y, temiendo que se repitieran los sucesos de 1936, se abastece de comida. Pero, pese al temor, no puede dejar de expresar su indignación ante el hecho de que Alfredo sea dado de alta forzosamente de la Ciudad Sanitaria La Paz, porque necesitaban espacio para el Generalísimo. Pide a Mercedes que lo acojan en su casa y allí reciben las noticias del 20 de noviembre: "Franco ha muerto".
Aunque no le gusta la política, apoya discretamente las aspiraciones de Antonio e incluso vota a la UCD. Cuando Mercedes y Antonio plantearon mudarse de San Genaro, Herminia quiso irse a Murcia con Alfredo, pero al final su hija la convenció para quedarse alegando que no sabría qué hacer sin ella. En el barrio de Salamanca no le gustaba utilizar el ascensor, prefiriendo subir por las escaleras del servicio. Esto supuso que en un principio las encopetadas vecinas del barrio pensaran que se trataba de una empleada doméstica, a lo que Mercedes aclara que se trata de su madre.
Regresa con su familia a San Genaro, después de finalizada la carrera política de Antonio y la quiebra del Banco de Granada, donde la familia pierde gran parte de sus millones. Tras ello asume como siempre sus tareas de ama de casa.
En 1981 escucha por radio los sucesos del 23 de febrero, que estaba reportando su nieto Toni. Al ponerse enferma por ansiedad, Carlos y Karina deciden llevarla a la Casa de Socorro, donde le dan un ansiolítico muy fuerte que le hace decir a todos lo que piensa. Vive con preocupación la estancia de su nieto Carlos en Carabanchel, alegrándose mucho cuando "su niño" es puesto en libertad por el testimonio de Arancha.
En 1982 acompaña a su familia a Sagrillas, donde asiste a la revuelta que Rodolfo Miravete causa al desparecer él y el dinero de la bodega de Antonio. Aunque Antonio siga apoyando la candidatura de Adolfo Suárez, Herminia se siente más convencida por las ideas del partido de Manuel Fraga. Su novio, Alfredo, falleció durante la década de 1980, por lo que fue invitada al velatorio, en el que se encontró con muchas otras mujeres que por lo visto, habían sido también novias de Alfredo, entre otras, su amiga Valentina, de la que lamentó profundamente su muerte en 1981. 
En 1984, se va de excursión junto a Clara, Paquita, Josefina y más gente del barrio a Lourdes. Pero durante el viaje, el autocar tiene un accidente en el cual fallecen el conductor y la madre de Eladio, mientras que el Padre Froilan tuvo secuelas de por vida. Por otra parte, Herminia no aparecía en ningún hospital y por sorpresa de todos, apareció en el barrio sana y salva bajando de un autocar de aficionados del FC Barcelona. Poco después se reencuentra con su hija y su nieta María y les cuenta que se confundió de autocar después de una parada de descanso y se quedó dormida.
En 1985, los Alcántara se fueron a vivir a un chalet en los Altos de San Genaro, pero Herminia tenía otros planes. Al setir que ya no aportaba nada en la familia, decidió irse a una residencia junto a su amiga Aniceta, sin que la familia lo supiera en un principio, excepto María. Durante su estancia Antonio y Mercedes harían lo posible por sacarla de ahí e Inés descubre que la residencia no es como debería ser, ya que maltrataban a los ancianos sin comer y haciendo dietas sin necesidad. Finalmente consiguen entrarla en razón y Herminia volvió a casa con su familia.
Tras la separación de Antonio y Mercedes en 1991 no levanta cabeza, motivada por el deseo de que haya una pronta reconciliación entre su hija y su yerno, al que ya quiere como a un hijo y al que está ayudando tras su accidente (lo atropelló un coche), pues está postrado en una silla de ruedas y necesita ayuda.
Una de las escenas más cómicas de la serie (temporada 15) es protagonizada por Herminia cuando esta tomó unas galletas que contenían droga al creer que eran de chocolate de verdad y no que con chocolate se referían a la droga que contenían.

Fallece el 12 de septiembre de 2001, revelándose en un flashforward del primer capítulo de la temporada 23, la última de la serie, a los 102 años. La familia está reunida despidiéndose de ella en el cementerio de Sagrillas. Aunque tal y como nos mostró este mismo capítulo la relación familiar está rota y en ningún momento muestran signos de cariño a pesar del dolor, todo por culpa de un conflicto en Nochevieja de 1994 por el cual Mercedes y Antonio querían dejar su herencia en vida pensando especialmente en Carlos e Inés. Durante sus últimos meses de vida, Herminia decidió dejar de tomarse las pastillas y marcharse cuando le toque. Finalmente, falleció en escena durante el capítulo final de serie, después de tener una última charla con su nieto Carlos, que había vuelto a España para verla, pero no antes sin pedirle que en su funeral no vayan de luto, que hagan un baile en su honor y que la familia vuelva a estar unida. Después de su entierro, la familia se reúne por petición de Carlos y mediante una carta improvisada de Herminia,  la familia se reconcilia.
- Datos: Q5895868